# Schulbuchverlag Anadolu
Der Schulbuchverlag Anadolu bzw. Anadolu Verlag (Anadolu türk. für „Anatolien“) ist ein 1977 in Hückelhoven gegründeter Verlag für türkische Schulbücher und mehrsprachige Kinderbücher. Der Familienbetrieb ist der erste türkische Schulbuchverlag, der jemals in Deutschland gegründet wurde.

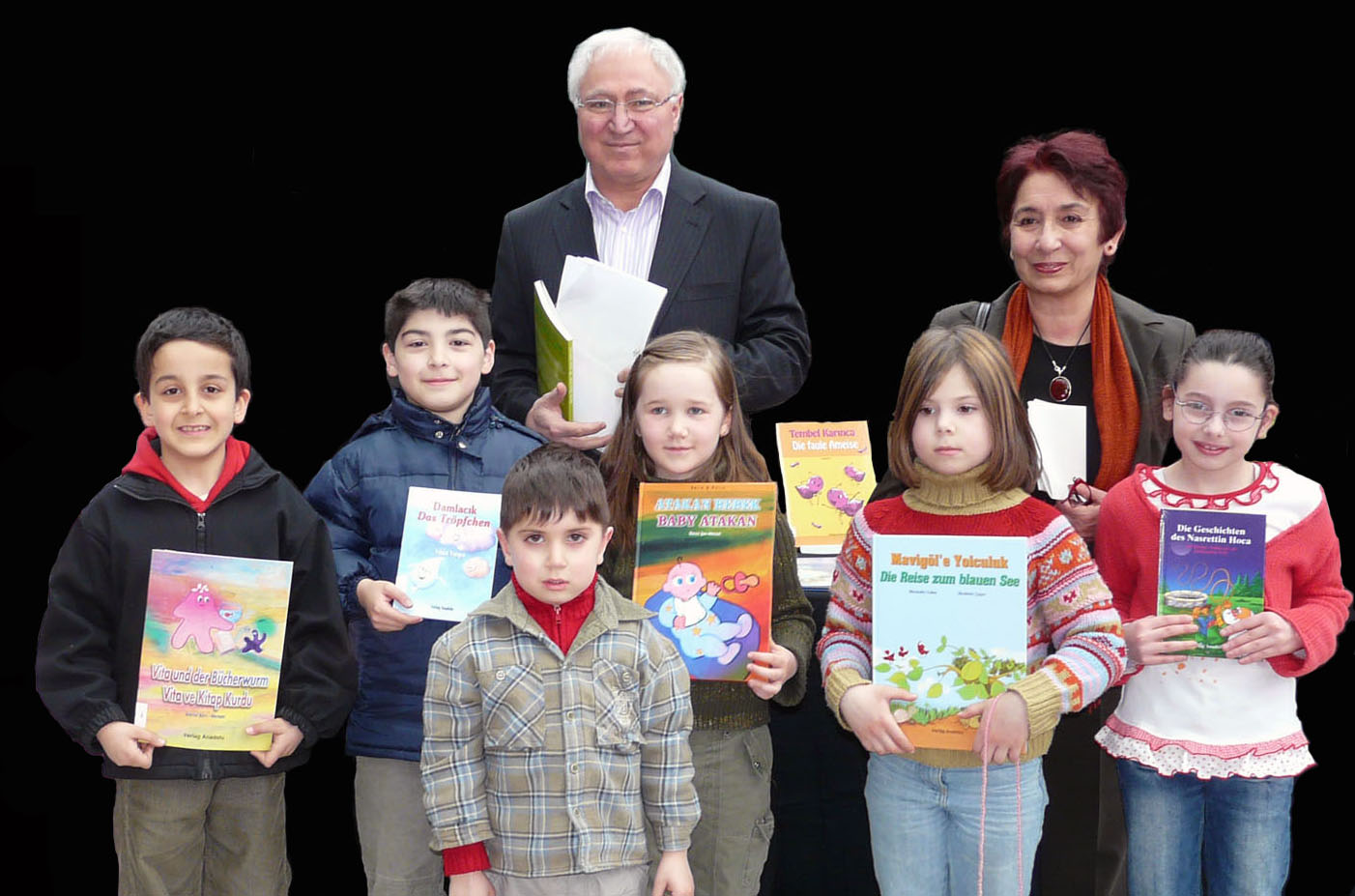
Ahmet Celik mit Autorin Gönül Sen Menzel

Der Unternehmensgründer Ahmet Celik, der 1971 als türkischer Lehrer nach Deutschland gekommen war, hatte von Beginn an eigene Erfahrungen in seine Verlagsarbeit mit eingebracht. Diese beruhten auf ungeeigneten Lehrmitteln zum Erlernen der türkischen Sprache im damals so genannten Muttersprachlichen Unterricht, der an deutschen Schulen angeboten wurde, um den Kindern die Rückkehrmöglichkeit in ihr Heimatland auch sprachlich offenzuhalten.
Seit geraumer Zeit verlegt Anadolu neben Schulbüchern, die im In- und Ausland (unter anderem USA und Australien) verwendet werden, als einer der wenigen deutschen Verlage eine Reihe zweisprachiger Kinderbücher in türkischer und deutscher Sprache. Damit sollen türkischstämmige Kinder beim bilingualen Spracherwerb unterstützt werden. Das Artikelportfolio beträgt inzwischen ca. 600 Bücher; davon knapp 150 zweisprachige Kinderbücher und 350 Schulbücher.
Weitere Sprachen wurden ins Programm aufgenommen, wie z. B.: deutsch-englisch, deutsch-russisch, deutsch-arabisch, deutsch-italienisch, deutsch-spanisch, deutsch-französisch, deutsch-polnisch, deutsch-BKS(Bosnisch-Kroatisch-Serbisch) und türkisch-schwedisch.
Zudem verlegt der Verlag auch kulturelle Bücher wie Nazim Hikmet, Ebru, Bücher über Atatürk und beschafft alle lieferbaren Bücher aus der Türkei sowie Lehrmittel aller Art.